# Leopold Museum

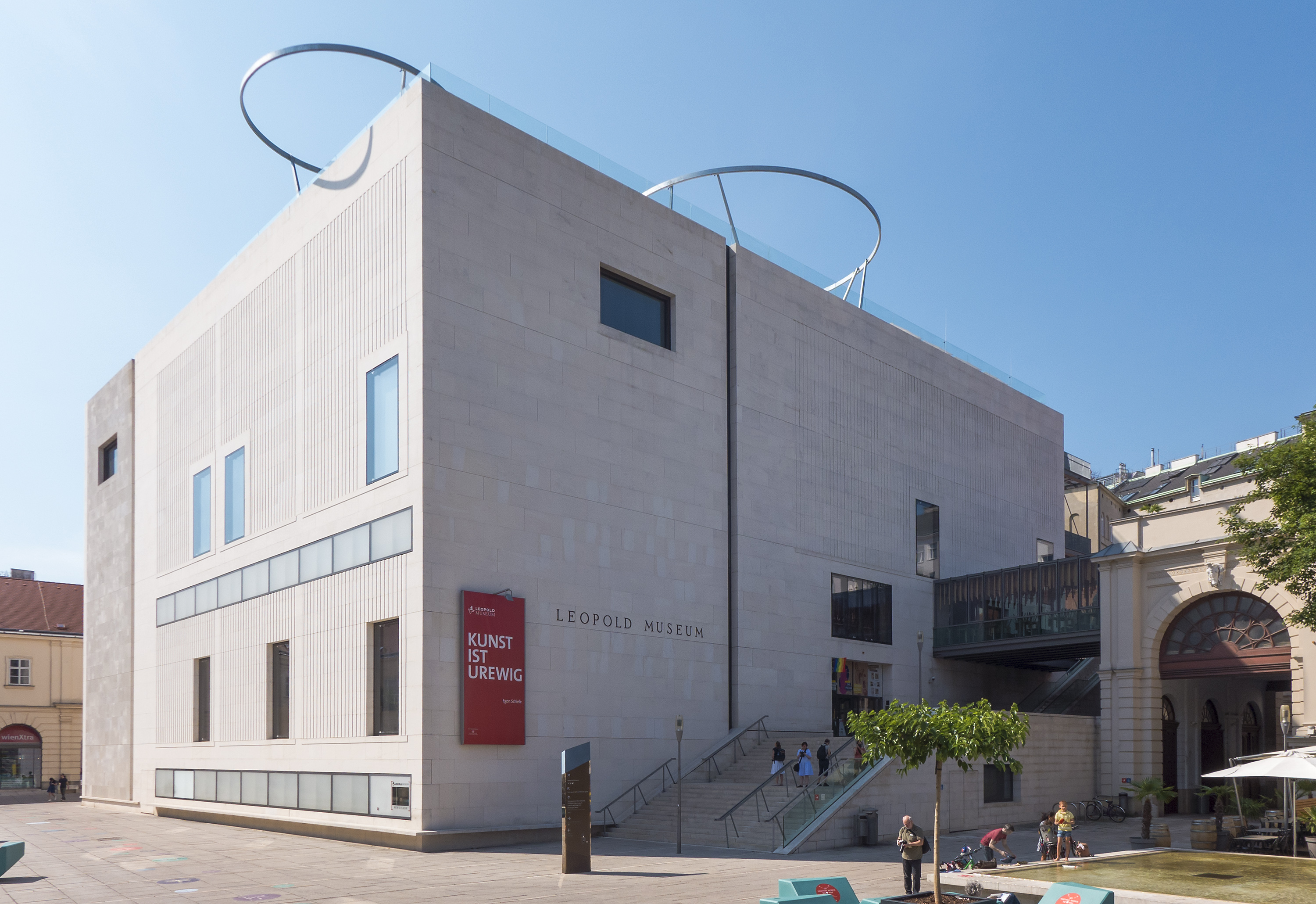
Leopold Museum

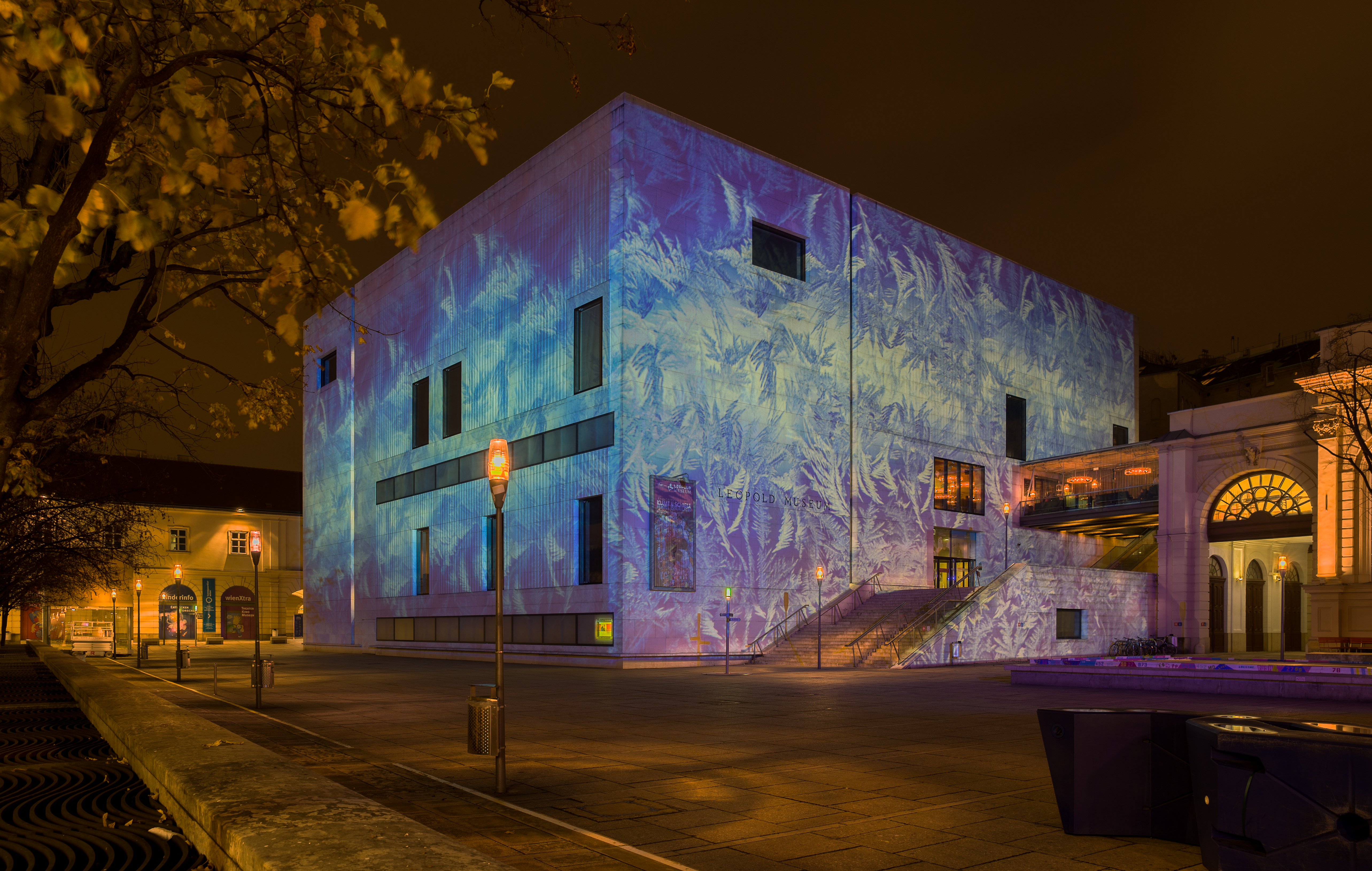
Leopold Museum – Nachtaufnahme mit Projektion

Das Leopold Museum ist ein 2001 eröffnetes Kunstmuseum in Wien, das für seine außergewöhnliche Schiele- und Klimt-Sammlung bekannt ist. Die Bestände des Leopold Museums wurden vom Kunstsammler Rudolf Leopold (1925–2010) und seiner Ehefrau Elisabeth Leopold (1926–2024) gesammelt und sind seit 1994 Eigentum der „Leopold Museum-Privatstiftung“. Das Museum ist eine der wichtigsten Sehenswürdigkeiten des ebenfalls 2001 eröffneten MuseumsQuartiers (MQ) im 7. Bezirk, Neubau (Adresse: Museumsplatz 1), und verzeichnet jährlich rund 350.000 Besuche. Damit ist es das bestbesuchte Haus im MuseumsQuartier.

## Gebäude
Das Museum dominiert als schräg gestellter weißer Quader gemeinsam mit dem schwarzen Quader des MUMOK (des Museums moderner Kunst Stiftung Ludwig) den Haupthof des MQ, dessen Bau zu 75 % vom Bund und zu 25 % von der Stadt Wien finanziert wurde. Die beiden Neubauten bilden einen Kontrast zu den historischen Gebäuden der einstigen k.k. Hofstallungen, die den Hof begrenzen. Der vom Architektenbüro Ortner & Ortner (Laurids und Manfred Ortner) entworfene quaderförmige Bau des Leopold Museums hat einen Grundriss von 40 × 46 m und ist 24 m hoch. Außen ist er mit weißem Muschelkalk verkleidet. Der Eingang wird über eine zehn Meter breite Freitreppe erreicht (außerdem besteht ein barrierefreier Zugang). Die Böden der Ausstellungssäle sind mit Eichenparkett ausgelegt, für alle sichtbaren Metallteile wurde patiniertes Messing verwendet. Vom obersten Stockwerk des Museums aus hat man durch ein Panoramafenster Ausblick auf die Ringstraßenbauten und die Altstadt Wiens.

## „MQ Libelle“
Siehe Hauptartikel: MQ Libelle
Die MQ Libelle auf dem Dach des Leopold Museums im MuseumsQuartier Wien ist ein im Jahr 2020 fertiggestelltes Baukunstwerk der Architekten Laurids und Manfred Ortner mit permanenten künstlerischen Interventionen von Brigitte Kowanz und Eva Schlegel. Sie ist über zwei Lifte auf der Außenseite des Leopold Museums erreichbar und für Besucher kostenlos zugänglich. Auf der Terrasse gibt es einen Gastro-Kiosk mit Gastgarten. Mit der MQ Libelle wurde das 2011 eröffnete MuseumsQuartier erstmals räumlich erweitert. Sie ist eine Kulturfläche, Aussichtsplattform, Verweilort für Besucher des MuseumsQuartiers und Veranstaltungsort.

## Sammlung

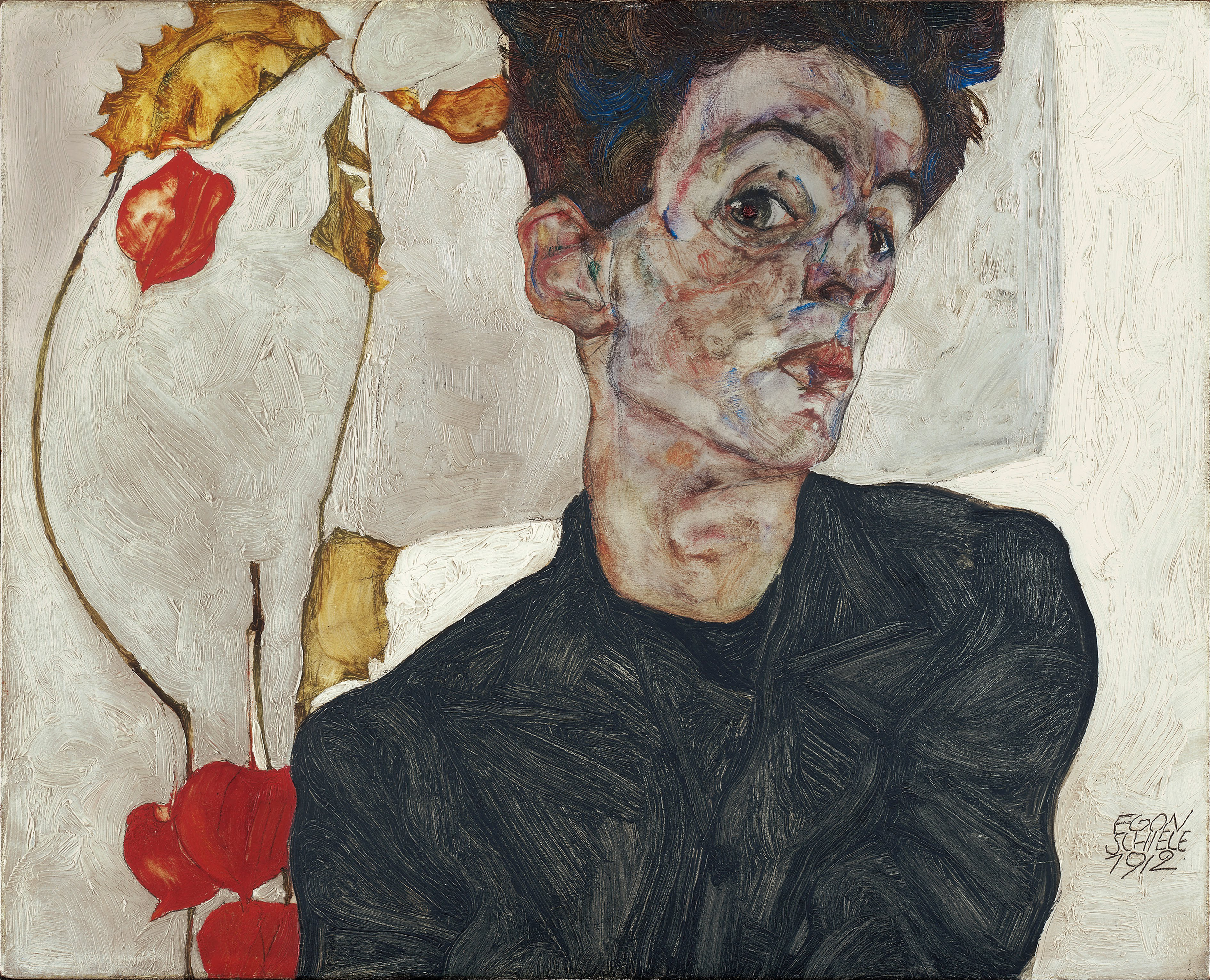
Egon Schiele: Selbstporträt mit Lampionfrüchten

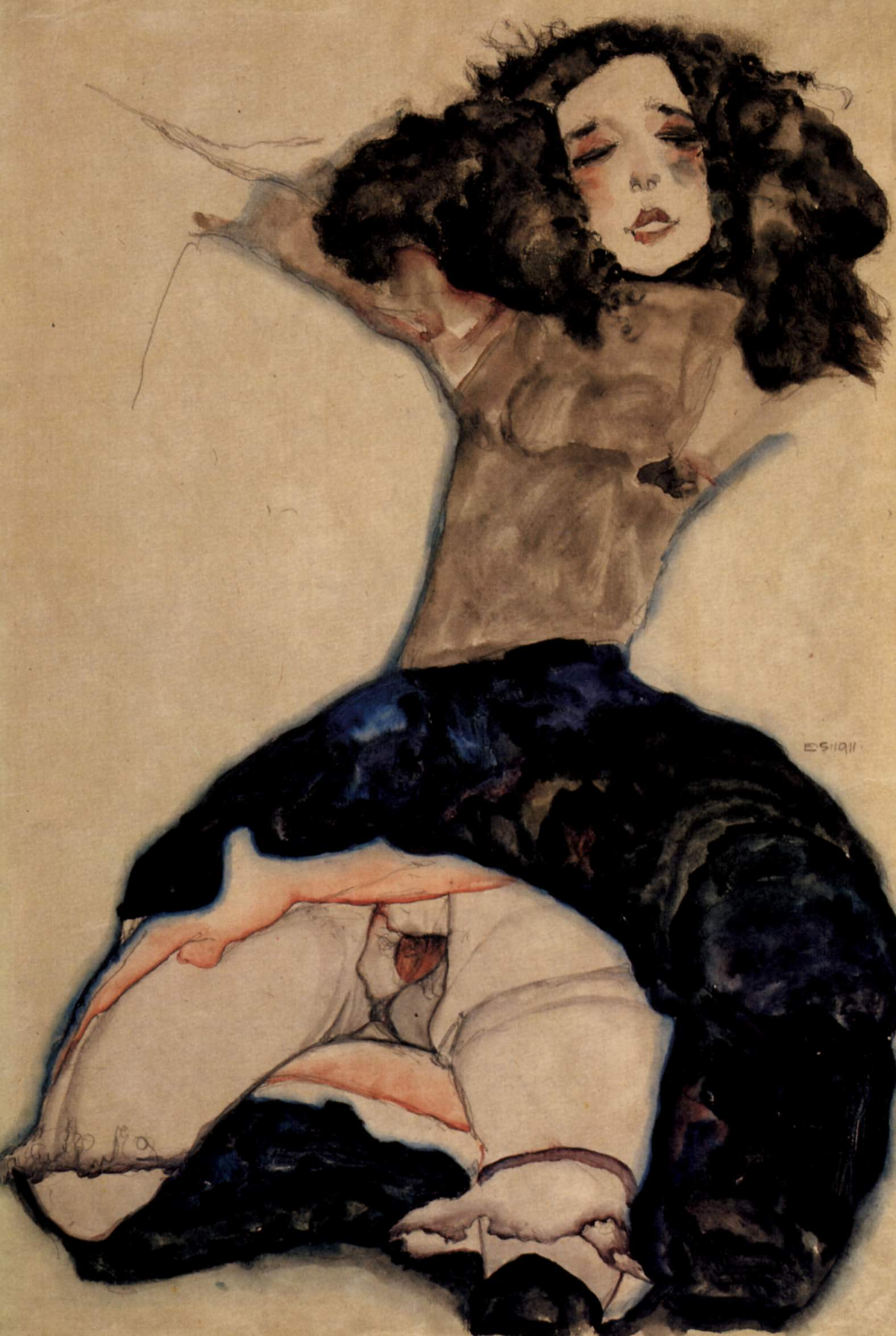
Schwarzhaariges Mädchen mit hochgeschlagenem Rock, 1911

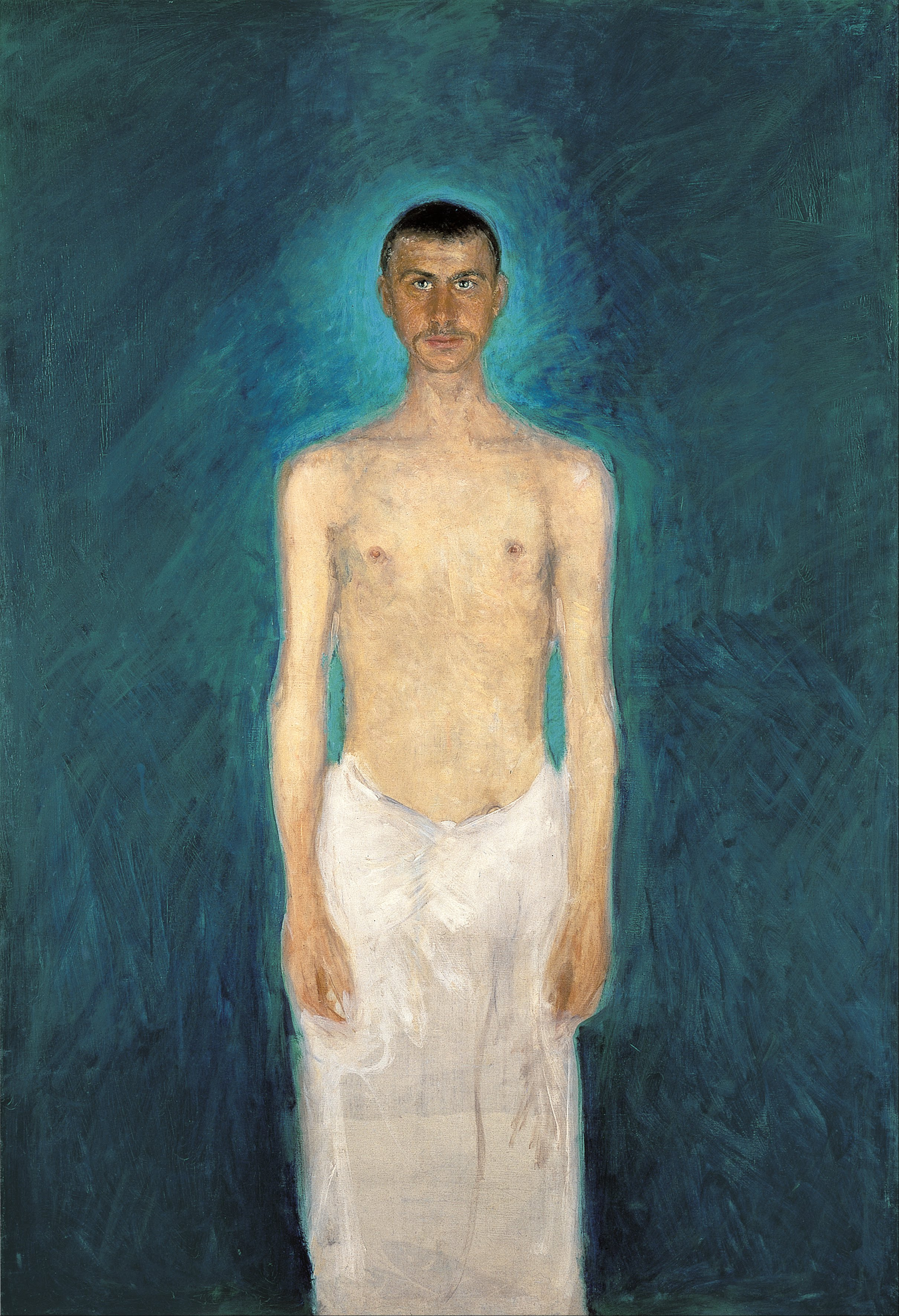
Richard Gerstl: Selbstbildnis als Halbakt, 1902/04

Rudolf Leopold, von Beruf Augenarzt, begann in den 1950er Jahren Kunst zu sammeln. Er interessierte sich für Werke von Künstlern, die damals nur Wenigen bedeutend erschienen, die aber heute Spitzenpreise auf dem Kunstmarkt erzielen. Bei seinen Ankäufen bewies er untrügliches Gespür für Qualität und Findigkeit bei der Suche nach Bildern, die er haben wollte.
Das Leopold Museum beherbergt die weltgrößte Sammlung von Werken Egon Schieles und bietet damit einen einzigartigen Überblick über das Schaffen dieses bedeutenden Zeichners und Malers des österreichischen Expressionismus.
Werke von Gustav Klimt, einer der herausragendsten Künstlerpersönlichkeiten der Wiener Secession, präsentieren einen weiteren Vorreiter der modernen Malerei in Österreich. Andere bedeutende in der Sammlung vertretenen Künstler sind Oskar Kokoschka, Richard Gerstl, Alfred Kubin, Koloman Moser, Albin Egger-Lienz, Carl Moll, Herbert Boeckl, Anton Faistauer, Anton Kolig, Ferdinand Georg Waldmüller, Anton Romako, Josef Hoffmann und Albert Paris Gütersloh.
Gemälde, Grafiken und Objekte weiterer Künstler des 19. und des 20. Jahrhunderts, darunter kostbares Kunsthandwerk und originales Mobiliar des Jugendstils und der Wiener Werkstätte, komplettieren die Schausammlung des Museums.
Am 26. November 2020 erhielt das Museum ein bedeutendes Werk von Klimt im Zuge einer Versteigerung geschenkt: 1886 entwarf Klimt das Deckengemälde Altar des Dyonisos für das Burgtheater. Der Ankauf dieses Entwurfs wurde von einem Akademikerpaar finanziert. Diesen begeisterten Besuchern des Theaters war es ein Anliegen, das Werk dauerhaft zugänglich zu machen.

## Stiftung

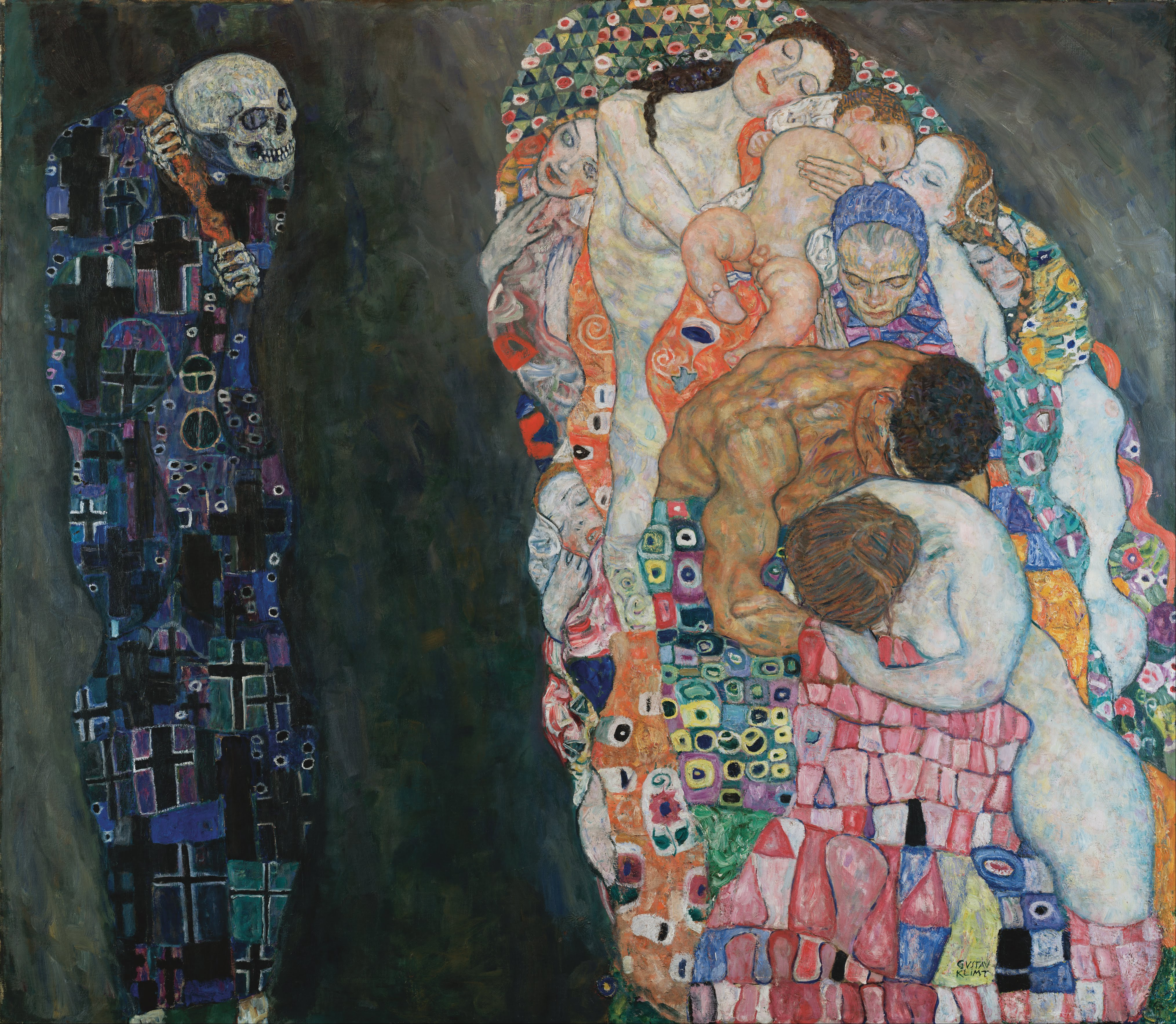
Gustav Klimt: Tod und Leben

Anfang der 1990er Jahre verhandelte Leopold mit dem für Kunst zuständigen Unterrichtsministerium über die Zukunft seiner Sammlung. Sie war von öffentlichem Interesse, da der Staat selbst, wie 2010 festgehalten wurde, das „Versagen der Kulturpolitik und der Kunsthistoriker“ bzw. deren „Ignoranz gegenüber der jüngeren Vergangenheit“ zu kompensieren hatte. Man einigte sich 1994 darauf, dass Leopold 2,2 Milliarden Schilling (160 Millionen €) erhalte, wenn er seine Kunstsammlung in eine von ihm gemeinsam mit dem Staat zu errichtende Stiftung einbringe. Weiters werde Rudolf Leopold auf Lebenszeit zum künstlerischen Leiter der Sammlung bzw. des auf Staatskosten zu bauenden Museums bestellt und erhalte im Stiftungsvorstand wie der Staat vier Vertreter. Die 1994 erfolgte Stiftungsgründung wurde von der Österreichischen Nationalbank unterstützt. Leopold brachte 5266 inventarisierte Kunstwerke, damals auf einen Gesamtwert von 7,9 Milliarden Schilling geschätzt, in die Stiftung ein (und sammelte als Privatmann mit dem vom Staat erhaltenen Betrag weiterhin Kunst).
Die Stiftung verfolgt ausschließlich und unmittelbar gemeinnützige Zwecke im Sinne der Bundesabgabenordnung, es besteht keine Gewinnerzielungsabsicht. Zweck der Stiftung ist nach § 2 der Stiftungsurkunde:
Die Stiftung hat den Zweck, die vom Stifter gegründete Sammlung auf Dauer zu erhalten, der Öffentlichkeit durch den Betrieb eines Museums zugänglich zu machen, zu dokumentieren und wissenschaftlich aufzuarbeiten. Dadurch soll insbesondere die in Wien zu Beginn des 20. Jahrhunderts entstandene „Moderne“ in ihrer Bedeutung für die kulturelle Entwicklung Österreichs dargestellt werden.
Rudolf Leopold starb am 29. Juni 2010. Seitdem wurde der Stiftungsvorstand aus vier von der Republik Österreich (je zwei von Unterrichts- und Finanzministerium) bestellten weisungsfreien Vertretern und aus drei Vertretern der Familie Leopold gebildet, darunter seine Witwe Elisabeth Leopold und sein Sohn Diethard Leopold. Mit Stand August 2022 bestand der Vorstand nur mehr aus vier vom Bund bestellten Personen Mitgliedern.
Die Nachfolge Leopolds als museologischer Direktor trat im Oktober 2011 der Kunsthistoriker Tobias G. Natter an, der 2013 zurücktrat. Die kaufmännische Direktion wurde weiterhin von dem seit 2000 in der Stiftung tätigen Kulturmanager Peter Weinhäupl geleitet, der sich später in der von Ursula Ucicky (Schwiegertochter Gustav Klimts) miterrichteten Klimt-Foundation engagierte. Am 28. Oktober 2013 verkündete Natter deshalb bei der Verleihung des OscARTs an ihn auf offener Bühne seinen Rücktritt. Ihm folgte der Kunsthistoriker und Leopold-Museum-Sammlungskurator Franz Smola als interimistischer museologischer Direktor. Im Juni 2015 wurde Hans-Peter Wipplinger zum museologischen Direktor bestellt. Neue kaufmännische Direktorin wurde, da Peter Weinhäupl nach 15 Jahren in leitender Position sein freiwilliges Ausscheiden bekanntgab, Gabriele Langer.
Im Mai 2021 wurde Sonja Hammerschmid von Kunst- und Kulturstaatssekretärin Andrea Mayer zum Mitglied des Vorstandes der Leopold-Museum-Privatstiftung bestellt. In dieser Funktion folgte sie dem Wiener Arbeiterkammer-Präsidenten Werner Muhm nach. Im März 2022 folgte Saskia Leopold, Anwältin und Enkelin von Museumsgründer Rudolf Leopold, Agnes Husslein-Arco als Vorstandsmitglied nach, im August 2022 wurde Danielle Spera zur Nachfolgerin von Carl Aigner als Mitglied des Vorstandes bestellt. Vorstandsvorsitzender ist Josef Ostermayer.

## Restitutionsfragen
Das Leopold Museum ist kein Bundesmuseum der Republik Österreich, da es auf einer Privatstiftung beruht. Das 1998 erlassene Kunstrückgabegesetz ist daher auf dieses Museum nicht anwendbar (das Gesetz ermächtigt Minister der Republik Österreich zur Rückgabe von Objekten, die per Notverkauf, Raub, Beschlagnahme durch NS-Dienststellen oder andere unfaire Vorgänge in den Besitz von Bundesmuseen gelangt sind).

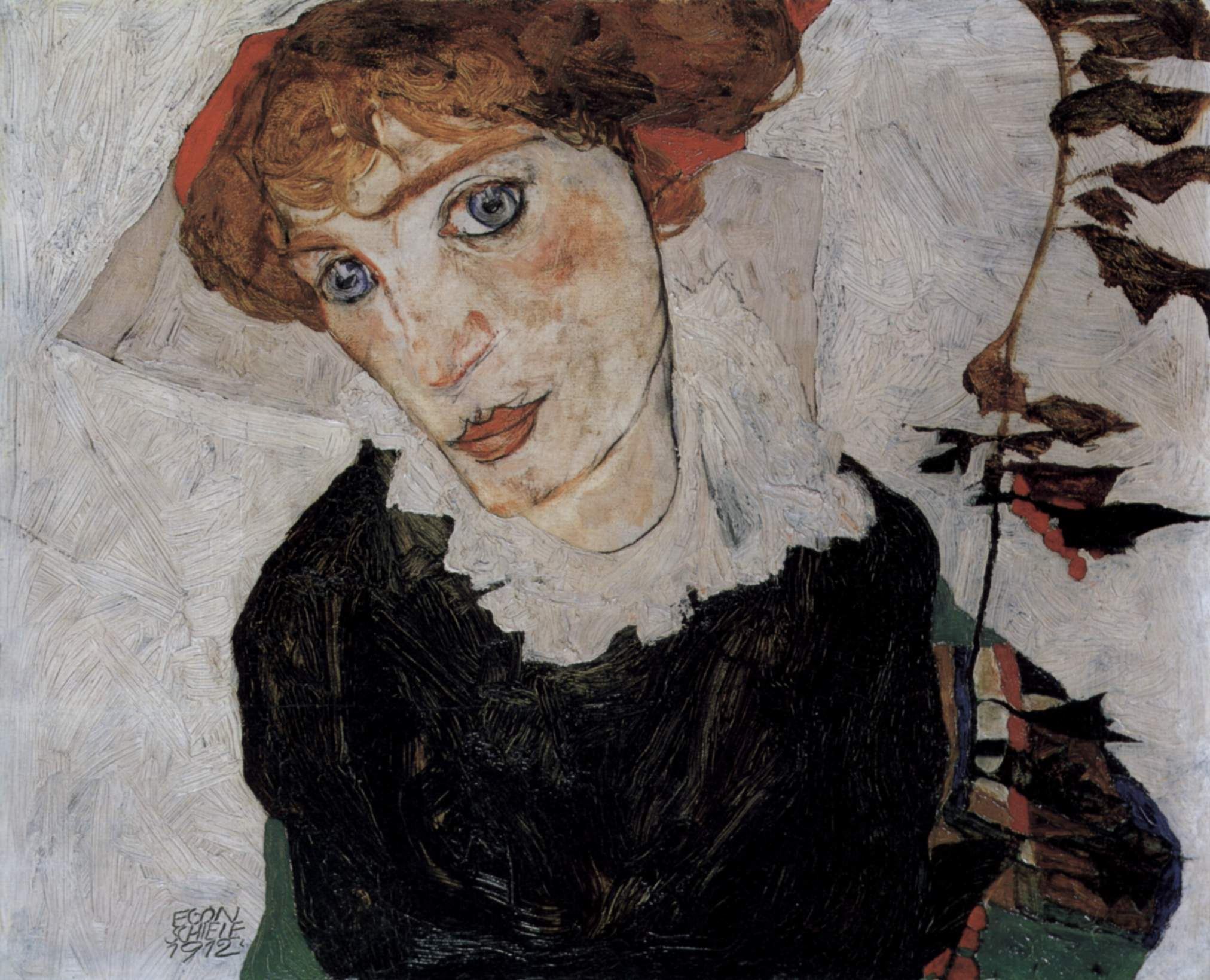
Egon Schiele, Bildnis von Wally, 1912
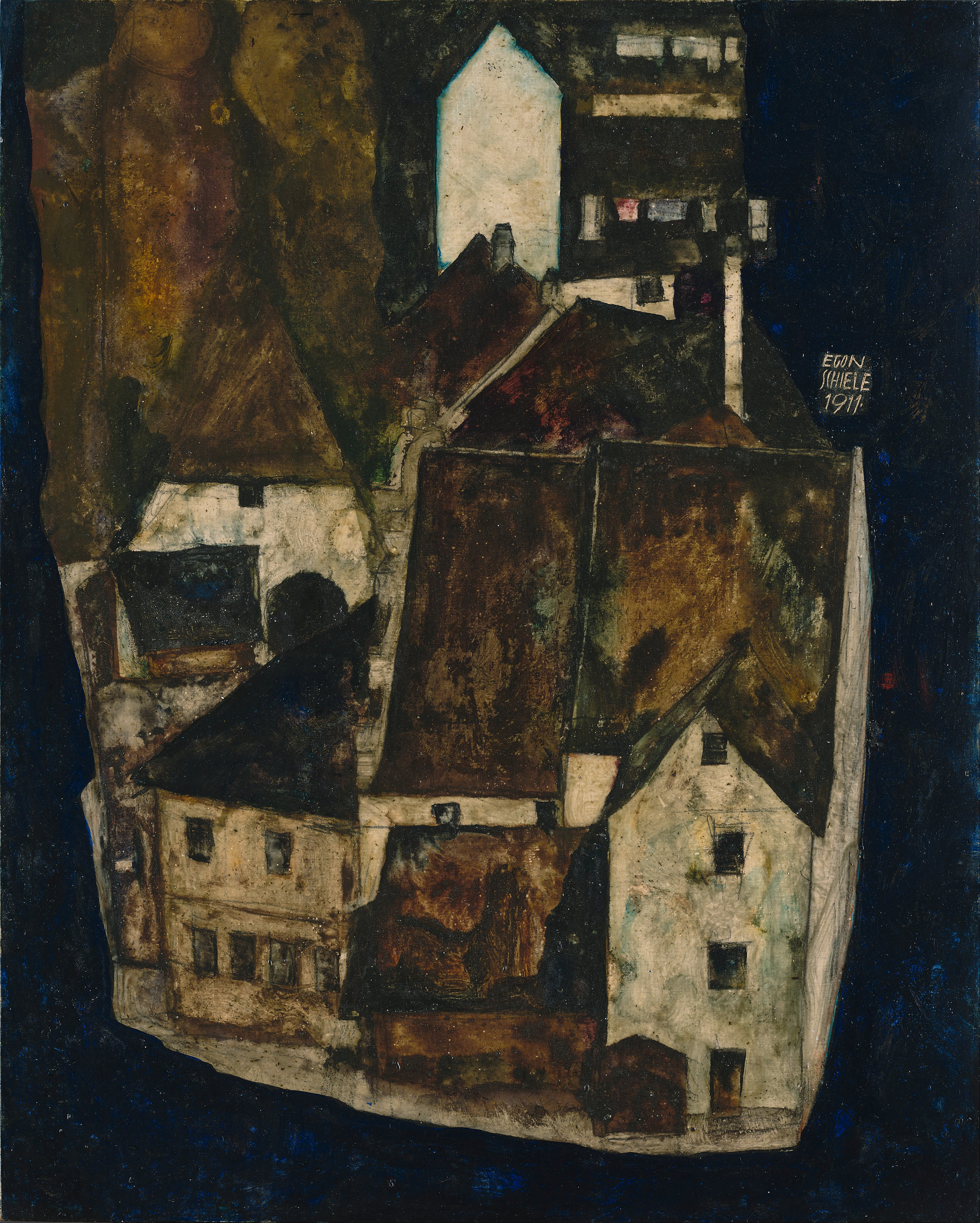
Egon Schiele, Tote Stadt III, 1911,

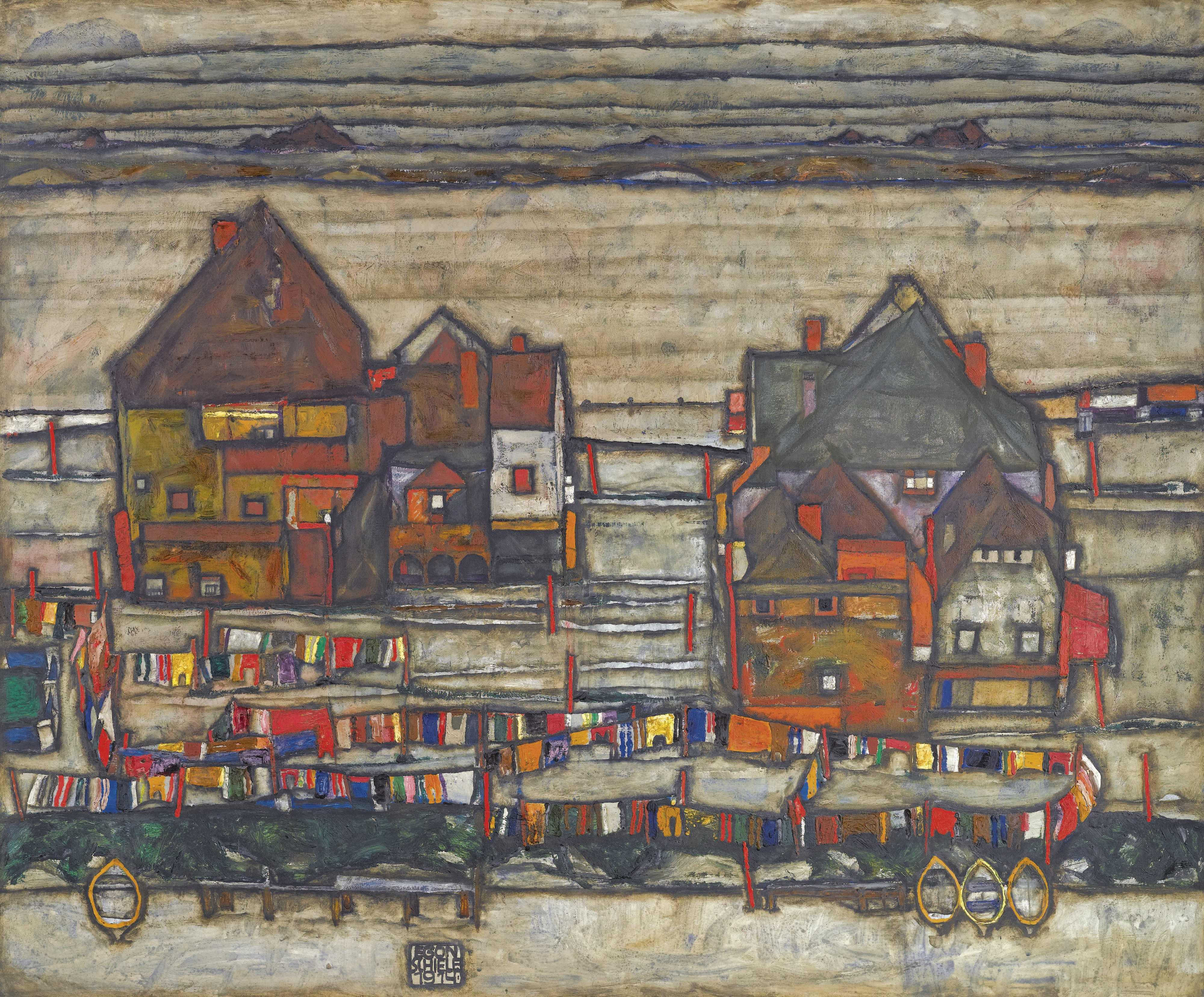
Häuser mit bunter Wäsche, 1914

1998 wurden nach einer Ausstellung der Stiftung im Museum of Modern Art in New York die Bildnis Wally Neuzil von 1912 und Tote Stadt III von 1911 als angebliches „Diebsgut“ beschlagnahmt. Im Juli 2010 einigte sich das Leopold Museum mit den Erben nach Lea Bondi-Jaray und der US-Regierung darauf, dass das Eigentumsrecht an Wally gegen eine Zahlung von 19 Millionen $ (14,8 Mio. €) definitiv an das Leopold Museum übergeht. Die Übergabe des Bildes an Vertreter der Privatstiftung fand am 27. Juli 2010 in New York statt. Das Gemälde ist nun wieder im Leopold Museum zu sehen. Das Bild Tote Stadt III wurde wieder an das Leopold Museum herausgegeben. Die Leopold-Museum-Privatstiftung ließ das Gemälde Häuser mit bunter Wäsche (Vorstadt II) am 22. Juni 2011 bei Sotheby’s London versteigern, um den für den Vergleich in der sogenannten Causa Wally (Rechtsstreit um Egon Schieles Bildnis Wally Neuzil) aufgenommenen Kredit begleichen zu können. Das Werk erbrachte mit 22 Millionen Pfund Sterling einen Rekordpreis für Schiele.
Zur Erforschung anderer strittiger Ankäufe aus der Zeit der privaten Sammeltätigkeit Leopolds hat der Vorstand der Stiftung nach langem Zögern einer unabhängigen Provenienzforschung zugestimmt. Die von Leopold zu verantwortende zögerliche Haltung der Stiftung, sich der Aufarbeitung dieser Vorgänge freiwillig zu widmen, wurde 2008 von der Israelitischen Kultusgemeinde öffentlichkeitswirksam massiv kritisiert. Die Leopold-Museum-Privatstiftung stellte demgegenüber fest, dass sie gemeinsam mit der Republik Österreich am Weg einer zusätzlichen, unabhängigen Provenienzforschung festhalte. Der Bericht der bestellten Provenienzforscher erging in bisher vier Lieferungen gleichzeitig an Unterrichtsministerin Claudia Schmied und den Vorstand der Leopold Museum-Privatstiftung. Bis Dezember 2011 wurden 45 Dossiers vorgelegt. Die von Ministerin Schmied eingesetzte Kommission unter Vorsitz von Nikolaus Michalek spricht keine direkten Handlungsempfehlungen an die Stiftung aus, sondern bewertet, ob ein Tatbestand des Kunstrückgabegesetzes vorliegen würde, wenn das Leopold Museum ein Bundesmuseum wäre.
Am 7. April 2016 wurde bekannt, dass sich das Leopold Museum mit der in den Vereinigten Staaten lebenden 95-jährigen Erbin nach Karl Mayländer geeinigt hat: Von fünf Schiele-Zeichnungen, die Mayländer besaß, gibt das Museum zwei von der Erbin gewählte an diese zurück, die anderen drei darf es behalten. Für die Erbin war die Israelitische Kultusgemeinde Wien zuvor mit einer intensiven Medienkampagne eingetreten. An den diskreten Verhandlungen war Josef Ostermayer, Kulturminister im Bundeskanzleramt, beteiligt.